# Limská deklarace
Konvergenční deklarace o křtu, eucharistii a službě, zkráceně Limská deklarace, Limský dokument nebo Limský text (angl. Baptism, Eucharist and Ministry / BEM), byla přijata Komisí pro víru a řád Světové rady církví (WCC) v Limě (Peru) v lednu 1982. Ve třech kapitolách se zabývá křtem, eucharistií a službou v církvích a je považován za nejrozšířenější a nejintenzivněji diskutovaný dokument ekumenického hnutí.
Prohlášení zatím neformuluje konsensus, ale konvergenci, tj. rostoucí sbližování v chápání tří diskutovaných témat. Vychází z mezicírkevních diskusí, které začaly již v roce 1927 první světovou konferencí o víře a řádu. Komise pro víru a řád pracovala na předběžných fázích textů od roku 1964. V roce 1974 byla zveřejněna předběžná verze, která byla následně upravena na plenárních zasedáních a zasedáních komise a také redakčním výborem, jemuž předsedal Max Thurian. Vzhledem k tomu, že v Komisi pro víru a řád působili také římskokatoličtí teologové, byly do textu zapracovány i jejich názory. 
K tomu byla vytvořena i eucharistická liturgie, takzvaná Limská liturgie. Poprvé byla slavena 15. ledna 1982 a poté znovu ve velkém rozsahu na 6. shromáždění WCC v roce 1983 ve Vancouveru (Kanada) za účasti všech denominací. Limská liturgie poskytuje konkrétní pokyny pro církevní sbory, které chtějí vědomě ekumenicky slavit Večeři Páně.

## Obsah

### Pochopení křtu
Text BEM začíná zdůrazněním zakořenění křesťanského křtu v díle Ježíše Nazaretského, v jeho smrti a vzkříšení. Je znamením nového života skrze Ježíše Krista (B 1,2). Z teologického hlediska znamená účast na Kristově smrti a vzkříšení, přeorientování celé osobnosti (obrácení), příslib Ducha svatého, začlenění do jedné, svaté, katolické (tj. všeobecné) a apoštolské církve (se všemi důsledky pro překonání rozdělení církví) a také symbolický odkaz na přicházející Boží království (B 3-7). Nespornou souvislost mezi křtem a individuální vírou uznávají všechny církve: ta zahrnuje osobní růst ve víře i snahu o uskutečňování Boží vůle ve všech oblastech života (B 8-10). 
Velký prostor je věnován praxi křtu, která se v církvích vyvíjela různě (křest dětí/křest věřících). Obavy baptistů z praxe křtu dětí jsou jasně a záměrně řešeny. Dokument vynakládá velké úsilí na usmíření existujících napětí, především zdůrazněním nutnosti procesu osobního růstu po křtu jak u dětí, tak u dospělých. Zásadně je potvrzena neopakovatelnost křtu (tj. žádný „opakovaný křest“). Všechny církve jsou vyzvány, aby výslovně (oboustranně) deklarovaly vzájemné uznání křtu – pokud tak již neučinily – a aby sebekriticky přezkoumaly svou vlastní křestní praxi, zda je v souladu se základním smyslem tohoto dokumentu (B 11-16). 
Pokud jde o slavení křtu, uvádí se, že se provádí vodou ve jménu Otce, Syna a Ducha svatého, přičemž se zdůrazňuje symbolický rozměr vody (ponoření). Jsou vyjmenovány prvky, které by měl křesťanský křestní obřad přinejmenším obsahovat, a jsou také zaznamenány obavy pravoslavné strany ohledně úplnosti křesťanské iniciace (biřmování, účast na svatém přijímání). Proti nedorozumění, že křesťanský křest má něco společného se zvyklostmi v souvislosti s pojmenováním, se staví. Vzhledem ke vztahu křtu ke společnému životu věřících by se slavení křtu mělo za normálních okolností konat v rámci veřejné bohoslužby (B 17-23).

### Porozumění Večeři Páně
Text BEM chápe eucharistii jako díkůvzdání nebo „oběť chvály“ Bohu za jeho rozmanité činy (E 3f). Jako „anamnéza“ či „památka“ zviditelňuje Kristův dar (E 4-13); jako vzývání Ducha svatého dává předtuchu Božího království (E 14-18). Přijímáním Kristova těla a krve se každý křesťan dostává do společenství s Kristem i s celou církví, čímž nás eucharistie také vybízí k hledání smíření a k překonávání rozdělení a nespravedlnosti (E 19-21). Pro slavení eucharistie, které by se mělo konat alespoň každou neděli (E 31), deklarace doporučuje celou řadu základních prvků. Citace vyprávění o ustanovení eucharistie je zasazena do širšího rámce, který (podle teologického výkladu) zahrnuje díkůvzdání, anamnézu, epiklézi, odevzdání věřících Bohu a pozdravení pokoje, jakož i modlitbu za Kristův návrat (E 27). Kapitola končí nadějí, že zjištěné shody umožní církvím dosáhnout „vyššího stupně eucharistického společenství“. 

### Porozumění úřadu
Výchozím bodem pro službu či služby v církvi je povolání celého Božího lidu ke službě Bohu a bližnímu (M 1-6). Aby byla tato všeobecná služba možná, potřebuje církev „zasvěcenou službu“, tj. „osoby, které jsou veřejně a trvale odpovědné za poukazování na svou základní závislost na Ježíši Kristu“ (M 8), s úkolem „shromažďovat a budovat Kristovo tělo hlásáním a vyučováním Božího slova, slavením svátostí a vedením života společenství v jeho bohoslužbě, misii a pečující službě“ (M 13). Tato služba sahá až k povolání apoštolů Kristem (M 9-11). Ačkoli „církev jako celek lze také označit za kněžstvo“, vysvěcení služebníci „mohou být právem nazýváni kněžími, protože plní zvláštní kněžskou službu“ (M 17). V otázce svěcení žen jsou vedle sebe postaveny různé pozice (M 18). I když se uznává, že v Novém zákoně neexistuje jednotná struktura služebníků, doporučuje se třístupňové rozdělení služby na biskupy, presbytery a jáhny, které vzniklo v době prvotní církve a od té doby je v mnoha církvích obvyklé, „jako výraz jednoty, o kterou usilujeme, a také jako prostředek k jejímu dosažení“ (M 22). Zdůrazňuje se, že trojí služba vyžaduje reformu (M 24) a měla by být vždy „vykonávána osobním, kolegiálním a společným způsobem“ (M 26). Aby bylo umožněno vzájemné uznávání služeb, apeluje se na církve bez biskupské služby, aby „přijaly biskupskou posloupnost jako znamení apoštolskosti života celé církve“ (M 38, srov. také M 53b). Podrobně se pojednává o svěcení; je definováno jako „působení Boha a společenství, skrze které jsou vysvěcené osoby posilovány Duchem pro svůj úkol a podporovány uznáním a modlitbami sboru“ (M 40). 

## Přijetí a význam
Zúčastněné církve byly požádány, aby spolu s publikací zaslaly prohlášení, která byla přijata v hojném počtu. Velmi podrobné a diferencované vydala v roce 1987 Papežská rada pro podporu jednoty křesťanů, která prohlášení vydala v angličtině v šesti svazcích.
Výsledek dokumentu se posuzuje odlišně. Přestože byl projekt do značné míry oceněn, z komentářů vyplynulo, že mnoho církví posuzovalo prohlášení především ve světle své specifické tradice a nevidělo příliš důvodů pro korekci svého učení nebo praxe. Zejména protestantské církve vnímaly prohlášení o eucharistii a službě jako silně ekleziologické či katolizační. Pravoslavné církve považovaly text za příliš ovlivněný západním teologickým myšlením. Dokument umožnil dosáhnout pokroku ve vzájemném uznávání křtu mezi církvemi a denominacemi (například Magdeburská deklarace z roku 2007 se výslovně odvolává na Limskou deklaraci), ale naděje na společné slavení Večeře Páně mezi římskokatolickou církví a protestantskými církvemi se zatím nenaplnila. Stále také existují velké rozdíly v chápání služby kněze/duchovního. 
Důvodem je zásadně odlišné chápání církve, které odlišuje zejména církve reformace od církve pravoslavné a katolické. Z tohoto důvodu se Komise pro víru a řád od konce osmdesátých let zaměřuje na dosažení sbližujících prohlášení v oblasti ekleziologie. Současný stav ekumenického hledání společného chápání lze nalézt v ekleziologickém prohlášení přijatém na 9. shromáždění WCC v Porto Alegre (Brazílie) v roce 2006 a ve studii The Church: Towards a Common Vision, vydané v roce 2013.